# Sergio Endrigo
 Sergio Endrigo (n. 15 iunie 1933, Pola, Italia – d. 7 septembrie 2005, Roma, Italia) a fost un cantautor italian.